# Lambda Andromedae
Lambda Andromedae este o stea din constelația Andromeda.
1. 1 2  Close to the dredge: precise X-ray C and N abundances in λ Andromeda and its precocious red giant branch mixing problem[*] Verificați valoarea |titlelink= (ajutor)